# (17694) Jiránek
(17694) Jiránek, désignation internationale (17694) Jiranek, est un astéroïde de la ceinture principale.

## Description
(17694) Jiranek est un astéroïde de la ceinture principale. Il fut découvert le 4 mars 1997 à l'Observatoire Kleť par Miloš Tichý et Zdeněk Moravec. Il présente une orbite caractérisée par un demi-grand axe de 2,84 UA, une excentricité de 0,08 et une inclinaison de 3,2° par rapport à l'écliptique.

## Compléments